# Ministère de la Santé (Palestine)
Pour les articles homonymes, voir Ministère de la Santé.
Le ministère de la Santé palestinien est un ministère qui gère les soins de santé en Cisjordanie.
Le ministère, l'un des quatre principaux prestataires de soins de santé de Palestine avec les services médicaux militaires, l'UNRWA, les ONG et le secteur privé, gère 27 hôpitaux et 61 % des lits d'hôpitaux en Palestine.
Depuis 2023, le Docteur Mai al-Kaila est ministre de la Santé.